# 江川英武
江川 英武（えがわ ひでたけ、嘉永6年4月5日（1853年5月12日） - 昭和8年（1933年）10月2日）は幕末期の韮山代官、明治期の韮山県知事・役人・教育者である。通称は籌之助、後に太郎左衛門。号は春緑。妻・勢以子は伊丹重賢の娘。子に法学者の江川英文がいる。また、娘婿に山田三良・辰野隆・山岡慎一がいる。

## 来歴
江川英龍（坦庵）の五男として伊豆国田方郡韮山（現・静岡県伊豆の国市）に生まれる。安政2年（1855年）に父が亡くなり、家督は兄の江川英敏が継いだが、7年後の文久2年（1862年）に兄も若くして亡くなったため、英武がわずか10歳にして家督を継承して江川家第38代当主・韮山代官となり、江川太郎左衛門を名乗った。その後、鉄砲方や講武所教授方にも任命された。
慶応4年（1868年）に戊辰戦争が勃発した際には、早々に明治政府側に恭順の意を示したため旧領を安堵され、明治2年（1869年）には韮山県の知事となった。明治4年（1871年）、兵部省の命を受け、岩倉使節団と共に留学生として渡米する。約8年の留学の後、明治12年（1879年）に帰国し、内務省・大蔵省に出仕した。明治19年（1886年）、町村立伊豆学校（現・静岡県立韮山高等学校）の校長に就任。学校では英語教育と柔道教育（富田常次郎を講師として招聘）に力を入れたが、経営難から生徒が減少し、数年後に校長職を辞して東京に移った。又、第1回衆議院議員総選挙に静岡県第7区（駿東郡、田方郡など）から無所属で出馬し306票を獲得したが落選し、続く第2回衆議院議員総選挙にも同選挙区から立候補したが、最下位得票で落選した。
昭和8年（1933年）、神奈川県三浦郡葉山町において死去。享年81。